# Rajon Satschepyliwka
Der Rajon Satschepyliwka (ukrainisch Зачепилівський район/Sachnowschtschynskyj rajon; russisch Зачепиловский район/Satschepilowski rajon) war eine Verwaltungseinheit innerhalb der Oblast Charkiw im Osten der Ukraine. Der Rajon, welcher 1966 gegründet wurde, hatte eine Fläche von 794 km² und eine Bevölkerung von etwa 15.000 Einwohnern. Der Verwaltungssitz befand sich in der namensgebenden Siedlung städtischen Typs Satschepyliwka.
Am 17. Juli 2020 kam es im Zuge einer großen Rajonsreform zum Anschluss des Rajonsgebietes an den Rajon Krasnohrad.
Auf kommunaler Ebene war der Rajon in 1 Siedlungsratsgemeinde und 9 Landratsgemeinden unterteilt, denen jeweils einzelne Ortschaften untergeordnet waren.
Zum Verwaltungsgebiet gehörten:
- 1 Siedlungen städtischen Typs
- 37 Dörfer